# Dietmar Bartsch
Dietmar Gerhard Bartsch (Stralsund, 31 de març de 1958) és un polític alemany que ha exercit com a copresident del grup parlamentari Die Linke al Bundestag des de 2015. Anteriorment, va exercir com a tresorer federal de Die Linke de 2006 a 2009 i director general federal del partit de 2005 a 2010. Va ser un membre destacat del partit predecessor de Die Linke, el Partit del Socialisme Democràtic, del qual en va ser tresorer de 1991 a 1997 i director executiu federal de 1997 a 2002.
Ha estat membre del Bundestag des de 2005, i anteriorment ho havia estat de 1998 a 2002. En la seva qualitat de colíder parlamentari de Die Linke al Bundestag, es va exercir en el càrrec juntament amb Sahra Wagenknecht de 2015 a 2019, i al costat de Amira Mohamed Ali des de 2019. Bartsch ha estat cocandidat principal del seu partit a les eleccions federals de 2002, 2017 i 2021.